# Sapium marmieri
Sapium marmieri är en törelväxtart som beskrevs av Huber. Sapium marmieri ingår i släktet Sapium och familjen törelväxter. Inga underarter finns listade i Catalogue of Life.